# Herrgårdstjärnen, Medelpad
Herrgårdstjärnen är en sjö i Sundsvalls kommun i Medelpad och ingår i Ljungan-Gnarpsåns kustområde.